# 新潟ジョシ部!
『新潟ジョシ部!』（にいがたジョシぶ!）は、2016年4月20日から2020年9月22日まで新潟放送（BSNテレビ）で放送されていた情報バラエティ番組。

## 出演者
特に肩書きのない者は新潟放送アナウンサー。
- 今井美穂